# Alopecosa hermiguensis
Alopecosa hermiguensis là một loài nhện trong họ Lycosidae.
Loài này thuộc chi Alopecosa. Alopecosa hermiguensis được Jörg Wunderlich miêu tả năm 1992.